# Knüllgebirge
Knüllgebirge – pasmo górskie w środkowych Niemczech (Hesja) w sąsiedztwie doliny rzeki Fulda. Część Średniogórza Niemieckiego. Wzniesienia w paśmie nie przekraczają 636 m n.p.m. (najwyższe: Eisenberg 635,5 m). Największe miasta w pobliżu to Kassel i Bad Hersfeld.